# Simon Lowys
Simon Lowys ou Laws de Liskeard, Cornwall, foi membro do Parlamento por Liskeard em outubro de 1383, novembro de 1384, 1385, fevereiro de 1388, setembro de 1388, janeiro de 1390, 1393, janeiro de 1397, 1402, 1410, 1411, maio de 1413 e novembro de 1414 e por Lostwithiel em 1391.